# 瑪麗-泰蕾茲
瑪麗-泰蕾茲-夏洛特·德·法蘭西（法語：Marie-Thérèse-Charlotte de France，1778年12月19日—1851年10月19日），法蘭西王國長公主、昂古列姆公爵夫人，是路易十六和王后玛丽·安托瓦内特的長女，也是他們在法国大革命中唯一倖存下來的孩子。

## 生平

### 早年
瑪麗-泰蕾茲誕生於凡尔赛宫，是國王路易十六與王后瑪麗·安托瓦內特婚後八年生育的第一個孩子。雖然不是生下兒子，瑪麗王后產後還是高興地說：「可憐的孩子，你不是我期待的，但是我還是愛你！兒子是國家的，而你是我的。」據載，瑪麗-泰蕾茲的美貌遺傳自外祖母、神聖羅馬皇后玛丽亚·特蕾西亚，有一雙藍眼，也是路易十六子女中，唯一一個活過十歲的人。

### 革命與流亡
法国大革命爆發後，路易十六一家出逃未遂，被送回巴黎。1792年國民立法議會宣布廢除君主制，將王室成員囚禁在聖殿塔；瑪麗-泰蕾茲此時被革命黨人稱為「瑪麗-泰蕾茲·卡佩」（Marie-Thérèse Capet）。在恐怖时期，父親路易十六、母親瑪麗王后、姑母伊莉莎白公主相繼遭国民公会處決。被單獨關押期間，瑪麗-泰蕾茲只能閱讀《师主篇》與德拉阿爾普的作品兩本書，其他請求經常被拒絕；直到1795年，瑪麗-泰蕾茲才從好友蕾妮·德·尚特雷訥得知家人已遇難、弟弟路易十七病逝的消息，失聲痛哭。同年在西班牙，有宮廷人士的信件稱瑪麗-泰蕾茲遭強姦成孕，雅各賓黨人也吹噓曾用藥讓她不孕。热月政变後，瑪麗-泰蕾茲公主作為唯一倖存的王室成員，在17歲生日前夕的1795年12月18日從聖殿塔獲釋，二十二天後抵達母親娘家神圣罗马帝国的首都維也納。
瑪麗-泰蕾茲流亡國外的叔父普羅旺斯伯爵，極力撮合她與姪兒昂古萊姆公爵路易-安托萬的婚事，甚至不惜謊稱這是其父母遺願，於是她答應了。1799年6月10日，路易-安托萬與瑪麗-泰蕾茲在庫爾蘭公爵家的一個臨時教堂裡結婚，瑪麗-泰蕾茲配戴俄羅斯皇帝保羅一世贈送的钻石項鍊，由路易-安托萬為她戴上婚戒；這枚婚戒是1770年瑪麗王后結婚時給丈夫路易十六、路易十六即將上斷頭台前脫下託人保管的。往後，兩人婚後生活並不和諧。法國流亡王室一度在1801年離開俄羅斯，瑪麗-泰蕾茲賣掉皇帝致贈的項鍊以籌措旅費，普魯士王國讓他們住在华沙，後來又回到俄羅斯。1807年，流亡王室離開歐洲大陸抵達大英帝国，遷居白金汉郡的哈特韋爾別墅，威爾士親王（未來的喬治四世）給他們永久居留權以及津貼。瑪麗-泰蕾茲一直未能生育子女，1813年流产後在同年夏天前往巴斯調養。

### 波旁復辟
1814年，普羅旺斯伯爵回法國，即位為國王路易十八。翌年百日王朝時拿破仑一世逃回法國奪位，當時身在波尔多的瑪麗-泰蕾茲試圖集結軍隊抵抗，後來為了避免爆發內戰及給波爾多造成無謂破壞，瑪麗-泰蕾茲決定離開避禍；對此，拿破崙評價她是「家裡唯一的男人」（le seul homme qu'il y ait dans sa famille）。隨著拿破崙戰敗，路易十八復辟。1824年路易十八駕崩、查理十世繼位，路易-安托萬以第一順位王位繼承人受封法国王太子，瑪麗-泰蕾茲也成為王太子妃（Madame la Dauphine）。

### 晚年
1830年七月革命后波旁王朝再次被推翻，查理十世欲越過王太子傳位给孙子波爾多公爵亨利，然而奥尔良公爵直接即位為「法蘭西人之王」路易-菲利普一世；在路易-菲利普一世安排之下，查理十世與波旁王室成員再度流亡國外，路易-安托萬、瑪麗-泰蕾茲以馬爾訥伯爵夫婦自稱。流亡到奧地利帝國之後，隨著妯娌瑪麗·卡羅琳因再婚失勢，瑪麗-泰蕾茲負責照顧亨利與他的姐姐阿圖瓦的路易絲，並致力於祈禱與慈善。1845年，瑪麗-泰蕾茲安排路易絲公主的婚事，讓姪女與波旁-帕爾馬家族出身的卡洛三世結婚。選擇亨利的結婚對象時，瑪麗-泰蕾茲因宗教理由排除俄羅斯皇室的人選、又因摩德納和雷焦公國的法蘭切斯科四世是少數不承認七月王朝的君主，她安排亨利與法蘭切斯科長女奧地利-埃斯特的瑪麗亞·特蕾莎在1846年結婚。1851年10月19日，瑪麗-泰蕾茲因肺炎病故於蘭岑基興弗羅斯多夫城堡，安葬在科斯塔涅維察修道院。